# Bundestagswahlkreis Gera – Greiz – Altenburger Land
Der Bundestagswahlkreis Gera – Greiz – Altenburger Land (Wahlkreis 193; bis zur Bundestagswahl 2021 Wahlkreis 194) ist ein Wahlkreis in Thüringen. Er umfasst die kreisfreie Stadt Gera sowie die Landkreise Greiz und Altenburger Land. Die Vorgängerwahlkreise waren die Wahlkreise Altenburg – Schmölln – Greiz – Gera-Land II und Greiz – Altenburger Land.
Zur Bundestagswahl 2017 kam die Stadt Gera neu zum Wahlkreis Greiz – Altenburger Land hinzu. Die Änderung der Wahlkreiseinteilung wurde dadurch erforderlich, dass Thüringen zur Bundestagswahl 2017 einen Wahlkreis verlor und der Bundestagswahlkreis Gera – Jena – Saale-Holzland-Kreis aufgelöst wurde.

## Wahlkreisgeschichte
| Wahl      | Wahlkreisname                                   | Gebiet                                                                            |
| --------- | ----------------------------------------------- | --------------------------------------------------------------------------------- |
| 1990–1998 | 304 Altenburg – Schmölln – Greiz – Gera-Land II | Landkreis Greiz, Landkreis Altenburg, Landkreis Schmölln, Landkreis Gera (teilw.) |
| 2002      | 197 Greiz – Altenburger Land                    | Landkreis Greiz, Landkreis Altenburger Land                                       |
| 2005      | 196 Greiz – Altenburger Land                    | Landkreis Greiz, Landkreis Altenburger Land                                       |
| 2009–2013 | 195 Greiz – Altenburger Land                    | Landkreis Greiz, Landkreis Altenburger Land                                       |
| 2017–2021 | 194 Gera – Greiz – Altenburger Land             | Gera, Landkreis Greiz, Landkreis Altenburger Land                                 |
| 2025–     | 193 Gera – Greiz – Altenburger Land             | Gera, Landkreis Greiz, Landkreis Altenburger Land                                 |

## Wahlkreisabgeordnete
| Wahl | Abgeordneter | Abgeordneter       | Partei | Stimmen in % |
| ---- | ------------ | ------------------ | ------ | ------------ |
| 1990 |              | Harald Kahl        | CDU    | 47,7         |
| 1994 | 45,4         | Harald Kahl        | CDU    |              |
| 1998 |              | Peter Friedrich    | SPD    | 39,3         |
| 2002 |              | Klaus-Werner Jonas | SPD    | 39,0         |
| 2005 |              | Volkmar Vogel      | CDU    | 31,7         |
| 2009 | 37,4         | Volkmar Vogel      | CDU    |              |
| 2013 | 44,9         | Volkmar Vogel      | CDU    |              |
| 2017 | 30,4         | Volkmar Vogel      | CDU    |              |
| 2021 |              | Stephan Brandner   | AfD    | 29,0         |
| 2025 | 44,8         | Stephan Brandner   | AfD    |              |

## Wahlergebnisse

### Bundestagswahl 2025
| Kandidaten                                            | Kandidaten                    | Parteien/Listen     | Erststimmen | Erststimmen | Zweitstimmen | Zweitstimmen |
| Kandidaten                                            | Kandidaten                    | Parteien/Listen     | Stimmen     | %           | Stimmen      | %            |
| ----------------------------------------------------- | ----------------------------- | ------------------- | ----------- | ----------- | ------------ | ------------ |
|                                                       | Stephan Brandnergewählt im WK | AfD                 | 77.161      | 44,8        | 74.761       | 43,4         |
|                                                       | Elisabeth Kaiser              | SPD                 | 18.698      | 10,9        | 13.622       | 7,9          |
|                                                       | Cornelius Golembiewski        | CDU                 | 34.406      | 20,0        | 30.630       | 17,8         |
|                                                       | Frank Tempel                  | Die Linke           | 20.441      | 11,9        | 22.450       | 13,0         |
|                                                       | Marco Thiele                  | FDP                 | 3.918       | 2,3         | 5.136        | 3,0          |
|                                                       | Bernhard Stengele             | GRÜNE               | 3.323       | 1,9         | 4.924        | 2,9          |
|                                                       | Maik Witzel                   | FREIE WÄHLER        | 3.416       | 2,0         | 2.276        | 1,3          |
|                                                       | —                             | Volt                | –           | –           | 721          | 0,4          |
|                                                       | —                             | MLPD                | –           | –           | 209          | 0,1          |
|                                                       | —                             | Bündnis Deutschland | –           | –           | 567          | 0,3          |
|                                                       | Günter Polter                 | BSW                 | 10.915      | 6,3         | 17.065       | 9,9          |
| Gesamt                                                | Gesamt                        | Gesamt              | 172.278     | 100         | 172.361      | 100          |
|                                                       |                               |                     |             |             |              |              |
| Ungültige Stimmen                                     | Ungültige Stimmen             | Ungültige Stimmen   | 1.422       | 0,8         | 1.339        | 0,8          |
| Wähler                                                | Wähler                        | Wähler              | 173.700     | 78,9        | 173.700      | 78,9         |
| Wahlberechtigte                                       | Wahlberechtigte               | Wahlberechtigte     | 220.281     |             | 220.281      |              |
|                                                       |                               |                     |             |             |              |              |
| Quellen: Die Bundeswahlleiterin, Kandidaten – Stimmen |                               |                     |             |             |              |              |

### Bundestagswahl 2021
| Kandidaten                                            | Kandidaten                    | Parteien/Listen   | Erststimmen | Erststimmen | Zweitstimmen | Zweitstimmen |
| Kandidaten                                            | Kandidaten                    | Parteien/Listen   | Stimmen     | %           | Stimmen      | %            |
| ----------------------------------------------------- | ----------------------------- | ----------------- | ----------- | ----------- | ------------ | ------------ |
|                                                       | Volkmar Vogel                 | CDU               | 33.067      | 20,0        | 27.303       | 16,4         |
|                                                       | Stephan Brandnergewählt im WK | AfD               | 48.034      | 29,0        | 46.659       | 28,1         |
|                                                       | Björn Harras                  | DIE LINKE         | 19.421      | 11,7        | 18.666       | 11,2         |
|                                                       | Elisabeth Kaiser              | SPD               | 36.760      | 22,2        | 36.326       | 21,9         |
|                                                       | Marco Thiele                  | FDP               | 14.273      | 8,6         | 16.212       | 9,8          |
|                                                       | Doreen Rath                   | GRÜNE             | 6.293       | 3,8         | 7.331        | 4,4          |
|                                                       | –                             | FREIE WÄHLER      | –           | –           | 2.433        | 1,5          |
|                                                       | –                             | Die PARTEI        | –           | –           | 1.970        | 1,2          |
|                                                       | –                             | NPD               | –           | –           | 537          | 0,3          |
|                                                       | –                             | ÖDP               | –           | –           | 154          | 0,1          |
|                                                       | –                             | PIRATEN           | –           | –           | 706          | 0,4          |
|                                                       | –                             | V-Partei³         | –           | –           | 147          | 0,1          |
|                                                       | Klaus-Dieter Ilius            | MLPD              | 772         | 0,5         | 475          | 0,3          |
|                                                       | Günther Langer                | dieBasis          | 2.887       | 1,7         | 2.727        | 1,6          |
|                                                       | –                             | MENSCHLICHE WELT  | –           | –           | 594          | 0,4          |
|                                                       | –                             | Die Humanisten    | –           | –           | 176          | 0,1          |
|                                                       | –                             | Tierschutzpartei  | –           | –           | 2.903        | 1,7          |
|                                                       | –                             | Team Todenhöfer   | –           | –           | 355          | 0,2          |
|                                                       | –                             | Volt              | –           | –           | 369          | 0,2          |
|                                                       | Bernd Nebeler                 | Einzelbewerber    | 474         | 0,3         | –            | –            |
|                                                       | Gebhard Berger                | Einzelbewerber    | 3.649       | 2,2         | –            | –            |
| Gesamt                                                | Gesamt                        | Gesamt            | 165.630     | 100         | 166.043      | 100          |
|                                                       |                               |                   |             |             |              |              |
| Ungültige Stimmen                                     | Ungültige Stimmen             | Ungültige Stimmen | 2.517       | 1,5         | 2.104        | 1,3          |
| Wähler                                                | Wähler                        | Wähler            | 168.147     | 73,2        | 168.147      | 73,2         |
| Wahlberechtigte                                       | Wahlberechtigte               | Wahlberechtigte   | 229.588     |             | 229.588      |              |
|                                                       |                               |                   |             |             |              |              |
| Quellen: Die Bundeswahlleiterin, Kandidaten – Stimmen |                               |                   |             |             |              |              |

### Bundestagswahl 2017
| Direktkandidat   | Partei         | Erststimmen in % | Zweitstimmen in % |
| ---------------- | -------------- | ---------------- | ----------------- |
| Volkmar Vogel    | CDU            | 30,4             | 27,3              |
| Frank Tempel     | DIE LINKE      | 18,7             | 17,4              |
| Elisabeth Kaiser | SPD            | 11,8             | 11,4              |
| Robby Schlund    | AfD            | 27,3             | 27,1              |
| Andreas Leps     | GRÜNE          | 2,1              | 2,7               |
| Katja Grosch     | FDP            | 5,6              | 8,2               |
| Günter Brinkmann | Freie Wähler   | 2,1              | 1,4               |
| Lisa Walther     | V-Partei³      | 0,7              | 0,4               |
| Matthias Hüfken  | Einzelbewerber | 0,5              | —                 |
| Jens Geidel      | Einzelbewerber | 0,7              | —                 |
| —                | NPD            | —                | 1,2               |
| —                | Piraten        | —                | 0,4               |
| —                | ödp            | —                | 0,4               |
| —                | MLPD           | —                | 0,1               |
| —                | BGE            | —                | 0,3               |
| —                | DM             | —                | 0,4               |
| —                | Die Partei     | —                | 1,2               |

### Bundestagswahl 2013
| Direktkandidat      | Partei                | Erststimmen in % | Zweitstimmen in % |
| ------------------- | --------------------- | ---------------- | ----------------- |
| Volkmar Vogel       | CDU                   | 44,9             | 41,8              |
| Frank Tempel        | Die Linke             | 24,3             | 23,0              |
| Nikolaus Dorsch     | SPD                   | 14,0             | 14,3              |
| Sieghardt Rydzewski | AfD                   | 6,0              | 7,5               |
| Kevin Schulhauser   | NPD                   | 3,7              | 3,4               |
| Jens Kämpfer        | Bündnis 90/Die Grünen | 2,8              | 3,4               |
| Holger Peckmann     | PIRATEN               | 2,8              | 2,2               |
| Daniel Scheidel     | FDP                   | 1,6              | 2,7               |
| –                   | FREIE WÄHLER          | –                | 1,0               |
| –                   | ÖDP/Familie           | –                | 0,5               |
| –                   | REP                   | –                | 0,3               |
| –                   | MLPD                  | –                | 0,1               |

### Bundestagswahl 2009
| Direktkandidat      | Partei                | Erststimmen in % | Zweitstimmen in % |
| ------------------- | --------------------- | ---------------- | ----------------- |
| Volkmar Vogel       | CDU                   | 37,4             | 32,8              |
| Frank Tempel        | Die Linke             | 29,3             | 28,6              |
| Wilfried Präger     | SPD                   | 17,6             | 16,5              |
| Johannes Frackowiak | FDP                   | 8,0              | 10,9              |
| Steffen Schneider   | NPD                   | 4,1              | 3,6               |
| Vincent Müller      | Bündnis 90/Die Grünen | 3,6              | 4,3               |
| –                   | PIRATEN               | –                | 2,3               |
| –                   | ödp                   | –                | 0,4               |
| –                   | REP                   | –                | 0,4               |
| –                   | MLPD                  | –                | 0,1               |

### Bundestagswahl 2005
| Direktkandidat    | Partei                | Erststimmen in % | Zweitstimmen in % | Bundestagswahl 2002 Zweitstimmen in % |
| ----------------- | --------------------- | ---------------- | ----------------- | ------------------------------------- |
| Andreas Schumann  | SPD                   | 30,2             | 27,6              | 39,2                                  |
| Volkmar Uwe Vogel | CDU                   | 31,7             | 26,8              | 30,5                                  |
| Frank Tempel      | Die Linke.            | 25,9             | 26,6              | 16,2                                  |
| Jens Zimmer       | FDP                   | 5,2              | 8,9               | 6,6                                   |
| Ralf Wohlleben    | NPD                   | 4,5              | 4,3               | 1,3                                   |
| Marion Zimmer     | Bündnis 90/Die Grünen | 2,6              | 3,8               | 3,3                                   |
| –                 | GRAUE                 | –                | 1,0               | 0,5                                   |
| –                 | REP                   | –                | 0,6               | 0,8                                   |
| –                 | MLPD                  | –                | 0,3               | –                                     |
| –                 | Offensive D           | –                | –                 | 1,3                                   |